# Rhinopomastus cyanomelas
Rhinopomastus cyanomelas là một loài chim trong họ Phoeniculidae.